# Le classiche napoletane vol.1 - 2
Le classiche napoletane vol.1 - 2 è rispettivamente il nono e il dodicesimo album di Gigi Finizio è una raccolta di celebri canzoni napoletane interpretate da Gigi Finizio, prodotto dalla Visco Disc nel 1987\89.
Essa si articola su due CD, contenenti in totale 20 canzoni, alle quali Finizio è molto legato e che proporrà varie volte nei suoi spettacoli.

## Tracce
| Volume 1º 1. Indifferentemente 2. Fantasia 3. Suonno 'e fantasia 4. Fenesta vascia 5. Nun 'a penzo proprio cchiù 6. Na bruna 7. Canzone appassiunata 8. Maruzella 9. A serenata 'e Pulicenella 10. Scalinatella | Volume 2º 1. Palcuscenico 2. Nuttata 'e sentimento 3. Mierolo affurtunato 4. Dicitencello vuje 5. Core spezzato 6. Segretamente 7. 'O sarracino 8. I' te vurria vasà 9. Scapricciatiello 10. Giuvanne ca 'a chitarra |